# Prunyanes
Prunyanes (l'endònim occità és Prunhanas i el topònim oficial en francès, Prugnanes) és un municipi de la comarca de la Fenolleda, al departament dels Pirineus Orientals.

## El poble
El poble de Prunyanes es troba a 340 m d'altitud, al centre del terme, vora el petit còrrec de La Ilhas, que baixa vers la Bolzana. Centra l'agrupament de cases l'església parroquial de Sant Martí, citada des del 1011, petit edifici d'una nau amb campanar d'espadanya. Dins el terme hi ha les bordes d'En Belhet i d'En Malet i, ruïnoses, les d'En Gasparot i de l'Alibèrt.

## El terme
El municipi de Prunyanes, de 13,51 km² d'extensió, se situa a l'extrem septentrional de la comarca, en contacte amb el Perapertusès, dins el gran sinclinori de Sant Pau format de margues negres, des de la cresta septentrional del sinclinal, un espadat calcari de 400 a 500 m (on apareix la roca nua, garrigues i erms i petits alzinars i rouredes a les parts altes), que va des del serrat de la Fumada (910 m) cap als rocs paradet (900 m), de Capelhs (808 m) i de Lo Nissòl (771 m), fins a tocar en un punt la vall de la Bolzana, al sud, cap a la qual baixen una sèrie de comals (còrrec de Las Ilhas, coma de Lo Rei) separats per esquemes arrodonides, cobertes de landes, matolls, garrigues o bosquines d'alzines i vinyes al sector de Cosseras i de la Borda d'En Malet. Al peu de l'espadar calcari del nord, en una petita clota oberta dins les margues se situen el poble i un petit vinyer. Comprèn el poble de Prunyanes, únic nucli de poblament agrupat, i algunes bordes esparses. Limita al N amb els termes de Camps de l'Aglí i Cubièras de Cinoble (del Perapertusès), i l'E i al S amb el de Sant Pau de Fenollet, al SW i a l'W amb el de Caudiers de Fenollet. Una carretera local (D-20) porta a Sant Pau i a Caudiers de Fenollet.

## l'Agricultura
La vinya, pràcticament monocultura (80 ha de les 84 de superfície agrícola), s'enfila fins als vessants muntanyosos; d'aquestes 80 ha, 71 són de denominació d'origen controlada i 9 d'altres vins, tot en quasi una desena d'explotacions. Hi ha una cooperativa de capacitat reduïda. No hi ha cens ramader.

## Història
La parròquia de Prunyanes (Prinianas) fou sotmesa el 1011, per una butlla del papa Sergi IV, a l'efímer monestir de Sant Pere de Fenollet, que acabava de fundar el comte de Besalú Bernat Tallaferro. Posteriorment, els vescomtes de Rosselló, dits de Tatzó, tenien drets senyorials in villa de Prunana, que Bernat Berenguer de Tatzó i el seu fill Hug donaren a l'orde del Temple (preceptoria del Masdéu) el 1136. Però l'essencial de la senyoria depengué dels vescomtes de Fenollet fins a la donació que el vescomte Arnau en feu en el seu testament del 1137, meitat a l'orde del temple i meitat al de Sant Joan de Jerusalem (hospitalers), amb càrrec a aquests cavallers d'alliberar aquest feu d'una fermança de 300 sous. Sembla que a la dissolució de l'orde del temple (1311) el conjunt del feu passà als hospitalers. El castell de Prunyanes és esmentat des del 1268 (castrum de Prinhanis).

## Geografia

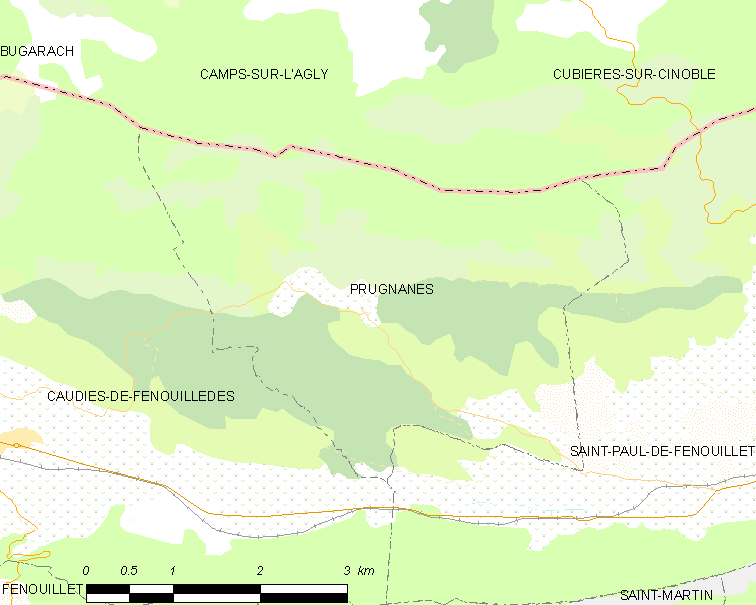
Mapa de la comuna de Prunyanes

## Administració i política

### Alcaldes
| Alcalde              | Període     |
| -------------------- | ----------- |
|                      |             |
| Roger Frèche         | ? - 2008    |
| Daniel Riehl         | 2008 - 2014 |
| Pierre-Henri Bintein | 2014 -      |

## Demografia
La població ha estat sempre escassa: 3 fos el 1367, 1 foc el 1378 i el 1384. A mitjan segle xviii hi havia 80 habitants, i el 1789 el cens donava 28 focs i el 1818 s'havia pujat a 196 h. i a 211 el 1834. Des d'aleshores ha tendit ha disminuir: 199 el 1861, 155 el 1891, 134 el 1926, 108 el 1954, i per la resta consulteu el gràfic.

Població 1962-2008